# Ангальт (фортеця)
Замок Ангальт (нім. Burg Anhalt) — руїни середньовічного укріплення поблизу міста Гарцгероде, Саксонія-Ангальт, Німеччина.

## Розташування
Замок розташований у східній, нижній частині гірського масиву Гарц (Unterharz). Руїни стоять на пагорбі Гросер Хаусберг, розташованому між селами Мейсдорф і Мегдеспрунг, над долиною Зельке. Територія є частиною природного парку Гарц/Саксонія-Ангальт; на невеликій відстані вгору по річці Зельке знаходиться збережений замок Фалькенштейн.

## Історія

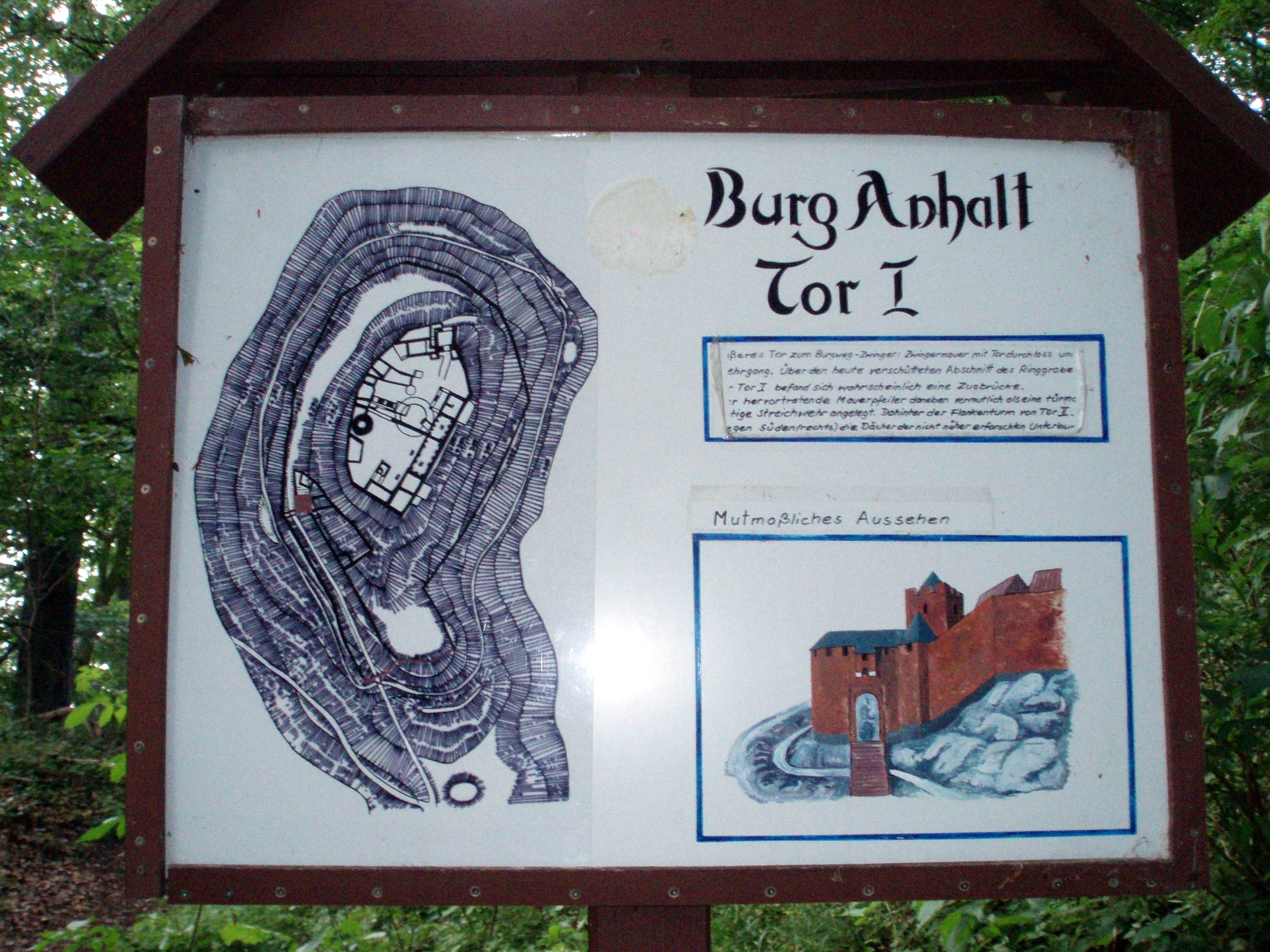
Information board on the site of the castle gate

Фортеця, ймовірно, була побудована графом Отто Балленштедтом (пом. 1123), членом саксонського дворянського дому Асканія. Дід Отто, граф Езіко, згаданий у грамоті 1036 року, виданій імператором Конрадом II, правив у саксонському Швабенгау та прилеглих територіях Східної Саксонської марки. Отто отримав військові права в Саксонії після вбивства його батька, графа Адальберта II у 1080 році; він одружився з Ейлікою, донькою герцога Магнуса Саксонського, і здійснив кілька походів на полабських слов'ян. Незадовго до своєї смерті він перетворив колегіальну церкву в Балленштедті на бенедиктинське абатство і наказав звести замок Ангальт як родову резиденцію династії, від якої асканійське князівство Ангальт отримало свою назву.
Замок вперше згадується в 1140 році: поки син Отто Альберт Ведмідь боровся за саксонський герцогський титул проти суперницької династії Вельфів, фортеця була спустошена військами архієпископа Магдебурга та маркграфа Конрада Мейсенського. Однак незабаром після цього Альберт відновив його. Новий замковий комплекс був одним із найпотужніших укріплень у регіоні Гарц. Розмах замку можна порівняти з Вартбургом у Тюрінгії. Сухий рів із зовнішнім валом (Форвалл), який оточував замок, мав довжину 543 метри (1781 фут). Цей замок був побудований з цегли, нехарактерного для свого часу і місцевості матеріалу. Згідно з легендою, назва походить від середньонижньонімецького: An-Holt, «(побудований) без дерева».
Замок залишався зайнятим до початку 14 століття, а потім занепав. Перші розкопки були розпочаті герцогом Олексієм Ангальт-Бернбурзьким у 1822 році. З 1901 по 1907 рік на місці руїн проводилися розкопки під керівництвом брауншвейзького геодезиста Брінкмана. Усе, що залишилося від замку сьогодні, це кілька секцій стін від каплиці, житлових приміщень і господарських будівель, а також підстава бергфріду, висота якого становить близько трьох метрів. Значні частини приміщень було відреставровано та відкрито для відвідування у 2012 році з нагоди 800-річчя заснування князівства Ангальт.

## Піші прогулянки
Замок Анхальт (Burgruine Anhalt) – КПП №. 197 у туристичній системі Харцер Вандернадель.

## Зовнішні посилання
- Anhalt Castle(нім.)
- Artist's impression of the castle in medieval times
- The Ruins of Anhalt Castle at harzlife.de (нім.)